# V1078 Геркулеса
V1078 Геркулеса (лат. V1078 Herculis) — одиночная переменная звезда* в созвездии Геркулеса на расстоянии приблизительно 3283 световых лет (около 1007 парсек) от Солнца. Видимая звёздная величина звезды — от +14,23m до +14,14m.
Открыта Альфио Бонанно в 2003 году*.

## Характеристики
V1078 Геркулеса — голубой, очень быстро пульсирующий горячий субкарлик, переменная звезда типа V361 Гидры (RPHS) спектрального класса sdOA, или sdOB, или sd:O. Эффективная температура — около 35200 K.